# 트위스터 (소프트웨어)
트위스터(Twister)는 모든 단계 속에 마이크로블로그 P2P의 서비스이며, 배열된 파일들의 상호작용 시스템 같은 것을 사용한다. 완전히 분명된 망으로 된 것은, 그 어떠한 것도 시스템 공격의 유일한 부분은 존재하지 않게 하는 것을 무능력하게 할 수 없게 된다. Twister는 통신망을 보호하기 위해 처음부터 끝까지 암호화 된 것을 이용한다.
이론적으로, 완전히 분열된 망은 그 어떠한 가치에 의해서도 영구적으로 폐쇄될 수 없다. 게다가, Twister는 다른 유저들이 한 유저의 (지리적 위치), (IP주소) 그리고 유저가 들어 가있는 다른 유저에 대해서 알아내는 것을 보호하기 위해서 구성되어 있다. 유저는 (Twister)와 같이 공통 메시지를 알릴 수 있다. 하지만 유저가 직접 메시지 그리고 개인 메시지를 다른 유저에게 보낼 때, 그 메시지를 (암호화)의 활용형 (Lavabit) [[Edward Snowden)에 의해 사용된 (e-mail)의 공급자)의 개요로 인해서 보호된다.
기본적으로, 이것은 (소셜 네트워크), (트위터) 그리고 더 효율적이고 더 적합화된 컴퓨터 과학 프로젝트 사이의 집합체이다: 암호화 방식Bitcoin 그리고 BitTorrent 파일의 상호 작용을 위한 프로토콜, P2P망 속에 기초를 두고 있다.

## 역사
엔지니어이자 프로그래머인 Miguel Freitas는 미국(NSA)의 (국립 안보회)의 거대한 스파이 활동 체계에 적합한 새로운 소셜 네트워크를 개발하기 시작했었고, (Edward Snowden)의 누설로 인해 한 회사의 감시 혹은 사법권으로 인해 수많은 정보들이 쉽게 접근을 허용되는 것을 걱정했었다.
Freita에 의하면, 트위터는 민주주의를 자극하고 시위 데모를 조성하는데 가장 많은 영향을 미쳤으며 Wired을 수집하는데 큰 기여를 한 소셜 네트워크였었다. 그럼에도 불구하고, 수많은 잡지와, 안전체계가 기반된 다른 체계를 구성하는 것을 결정하는 것으로 인하여 존재하는 소셜 네트워크에 개인정보를 공급하는 것이 위험하다고 믿어졌다.
Freita는 미래에 소셜 네트워크들이 완전히 분열된 프로토콜들에 기초하여 작동 할 것이며 한 유일한 중앙서버에서 조종되지 않을 것이라고 자주 생각하곤 했었다. 하지만 다양한 정부의 기관들의 부분으로 인해 소셜 네트워크가 거대한 감시의 대상이 되어가는 것이 알아짐에 따라서, Miguel Freit는 이론을 실행으로 옮겨서 Twitter의 대체 서비스를 개발하기 시작했었다. 한동안의 개발 시간 후에, Miguel과 그의 협력자, Lucas Leal은 안드로이드, 리눅스 그리고 OS X을 위한 애플리케이션의 모든 버전 리스트를 고려했었다. 윈도우 그리고 아이폰을 위한 버전들은 계획 속에 없었지만, 오픈 코드에게 있어선, 다른 시스템 허용자를 위한 애플리케이션 이동이 자유롭다.
비록 프로젝트가 지금 당장은 알파단계에 있지만, Coinbase의 설립자, Brian Armstrong은 개방형 프로토콜 Bitcoin와 같이 다양한 목적으로 사용될 수 있을 것이라고 의견을 내비쳤다. 인터넷과 함께 이뤄지는 것과 같이 가능성들은 거의 무한하다.

## 기술

### 프로토콜
Twister는 완전히 분열된 시스템이지만, 이와 같은 종류 pump.io), Identi.ca 그리고 Diaspora), 의 소셜 네트워크들과는 다른 차이가 있으며, 유저 스스로가 서버 관리자를 직접 작동시키거나 혹은 제 3자가 그것을 하도록 위임할 필요가 없다. 마치 프로그램 peer-to-peer과 같이 작동한다.

#### 비트코인

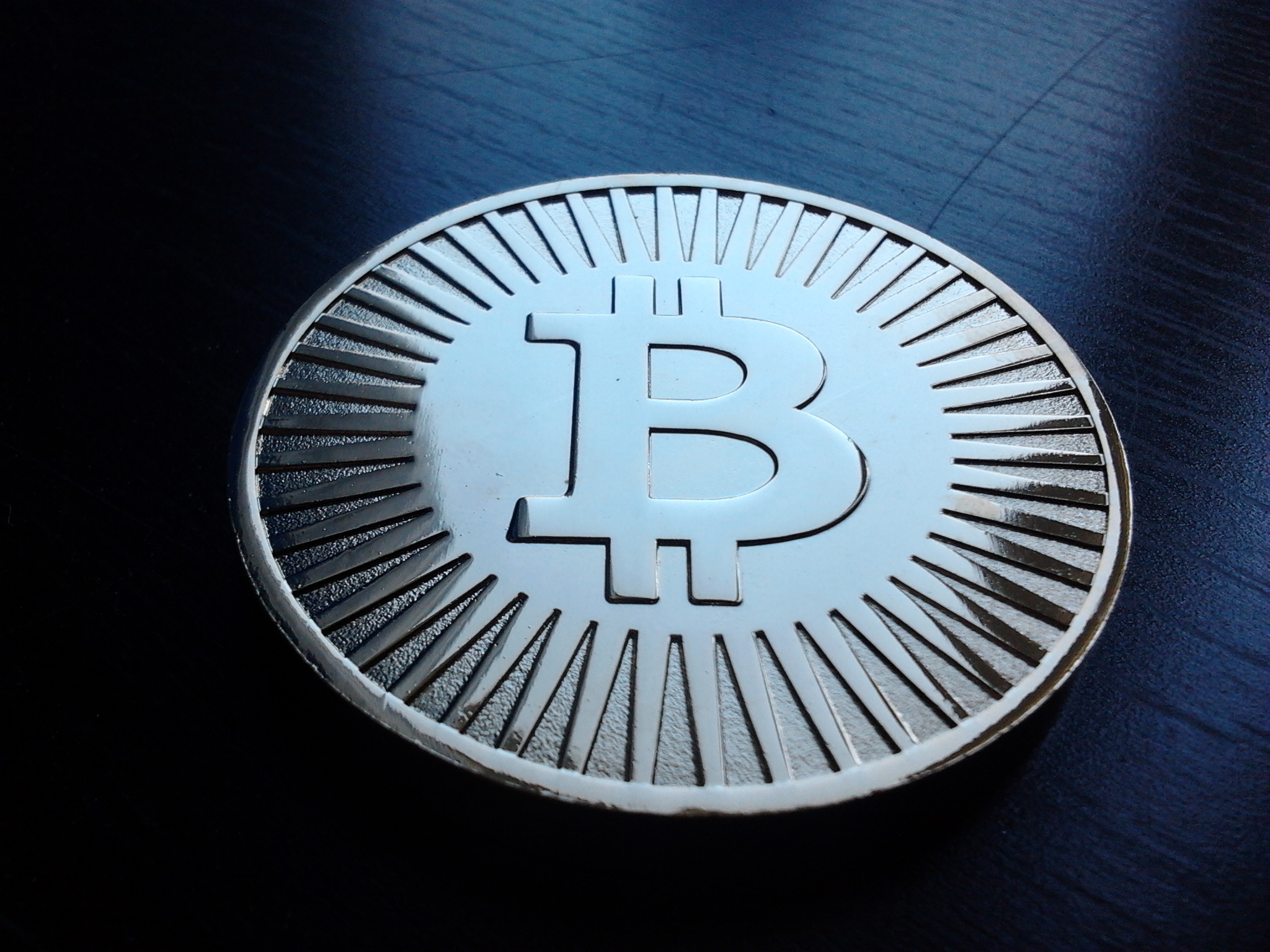

이것은 프로토콜 비트코인(암호화 방식에 의해 작동되는 전산망이 아님)의 작동을 통해 얻는다. 기본적으로 프로토콜은 유저들의 등록과 접근성을 관리한다. 똑같이, 데이터마이너들은 그 누구도 2배로 소비하는 과오를 저지르지 않도록 보장하기 위해서 비트코인의 전산망 속의 거래를 입증하며, 트위스터의 전산망은 유저의 이름이 2번 등록되지 않도록 그리고 개인의 이용자에게 부여된 메시지들이 실직적으로 같은 곳에서 비롯되도록 입증한다.

#### 비트토렌트

메시지들은 프로토콜 비트토렌트를 통해서 조작된다. 이것은 빠르고 효율적인 형태의 전산망을 통해 수많은 수의 메시지들의 배분 시스템을 유지 할 수 있도록 허용하며, 모든 유저들이 거의 즉각적으로 중앙 서버시스템의 필요성 없이 모든 새로운 메시지와 뉴스를 받을 수 있도록 허용한다.
처음부터 끝까지 암호화된 전산망 때문에, 잘못 전해진 경우, 개인(직접)메시지들은 잘못 도착한 곳에서는 읽혀질 수 없다. 활용된 암호화 방식은 Bitcoin에서 쓰여진 생략형의 계산법(NSA에 의해 어지럽혀진 것과는 다른) 것이다. 이것은 32비트의 RSA암호화 체계와 보안 수준이 비교 가능하도록 비례시킨다. 그 어떠한 사이트에서도 찾을 수 없는 자료들 때문에, 이것들은 그 어떠한 섹션에서도 활용될 수 없다 - 하지만 그 반대로, 유저가 비밀번호를 잃어버렸다면 그 유저의 개인 메시지는 더 이상 접근이 허용되지 않는다.